# アラン“ヒロ”ヤマニハ
アラン“ヒロ”ヤマニハ（Alan“Hiro”Yamaniha、1986年4月4日 - ）は、ブラジルの男性柔術家、総合格闘家。サンパウロ州出身。ボンサイ柔術所属。

## 来歴
2005年、ブラジルから日本に移住。
2010年4月11日、DEEPでプロデビュー、吉川圭太と対戦し、3-0の判定勝ち。
2015年11月1日、PANCRASE 255で石渡伸太郎と対戦し、0-2の判定負け。
2016年1月31日、PANCRASE 275で瀧澤謙太と対戦し、TKO勝ち。
2018年10月21日、PANCRASE 300で金太郎と対戦し、3RにパウンドでTKO負け。
2019年10月20日、PANCRASE 309で春日井“寒天”たけしと対戦し、判定勝ち。

### RIZIN
2021年6月27日、RIZIN初参戦となったRIZIN.29のバンタム級JAPANグランプリ1回戦でレスリング全日本選手権3連覇の倉本一真と対戦し、3-0の判定勝ち。
2021年9月19日、RIZIN.30のバンタム級JAPANグランプリ2回戦で元RIZINバンタム級王者の朝倉海と対戦し、0-3判定負けを喫した。
2022年3月20日、RIZIN.34でGRACHANバンタム級王者の手塚基伸と約7年半ぶりに再戦し、2Rにリアネイキッドチョークによる一本勝ちを収め、リベンジに成功した。
2022年4月17日、RIZIN.35でDEEP2階級制覇王者の元谷友貴と対戦し、テイクダウンされた後グラウンドでコントロールされ、0-3の判定負けを喫した。
2022年11月6日、RIZIN LANDMARK 4でFighting Nexusバンタム級王者の河村泰博と対戦し、3-0の判定勝ちを収めた。
2023年10月1日、RIZIN LANDMARK 6で所英男と対戦し、3R判定勝ち。
2024年5月17日、格闘技代理戦争 THEMAXで秋元強真と対戦し、2RにボディブローからのパウンドでTKO負けを喫した。ヤマニハに主催のAbemaから試合のオファーが来たのは大会2週間前で、そこから急遽14kg減量しての試合だった。

## 人物・エピソード
- 母方が沖縄の具志堅姓の血筋、父方が沖縄の山入端姓の血筋[9]。
- 静岡県内の企業社長の運転手兼ボディーガードとして働きながら格闘技をしている[1]。
- アントニオ・ホドリゴ・ノゲイラとヴァンダレイ・シウバと山本“KID”徳郁のファンである[10]。

## 戦績

### プロ総合格闘技
| 総合格闘技 戦績 | 総合格闘技 戦績 | 総合格闘技 戦績 | 総合格闘技 戦績 | 総合格闘技 戦績 | 総合格闘技 戦績 | 総合格闘技 戦績 |
| --------------- | --------------- | --------------- | --------------- | --------------- | --------------- | --------------- |
| 37 試合         | (T)KO           | 一本            | 判定            | その他          | 引き分け        | 無効試合        |
| 22 勝           | 4               | 6               | 12              | 0               | 4               | 0               |
| 11 敗           | 2               | 3               | 6               | 0               | 4               | 0               |

| 勝敗 | 対戦相手           | 試合結果                               | 大会名                                           | 開催年月日     |
| ○    | 山本聖悟           | 2R 3:07 リアネイキッドチョーク         | RIZIN LANDMARK 10                                | 2024年11月17日 |
| ×    | 秋元強真           | 2R 0:56 TKO（右ボディブロー→パウンド） | 格闘代理戦争 THEMAX                              | 2024年5月17日  |
| ○    | 所英男             | 5分3R終了 判定3-0                      | RIZIN LANDMARK 6                                 | 2023年10月1日  |
| ○    | 河村泰博           | 5分3R終了 判定3-0                      | RIZIN LANDMARK 4                                 | 2022年11月6日  |
| ×    | 元谷友貴           | 5分3R終了 判定0-3                      | RIZIN.35                                         | 2022年4月17日  |
| ○    | 手塚基伸           | 2R 3:25 リアネイキッドチョーク         | RIZIN.34                                         | 2022年3月20日  |
| ×    | 朝倉海             | 5分3R終了 判定0-3                      | RIZIN.30 【RIZINバンタム級JAPANグランプリ2回戦】 | 2021年9月19日  |
| ○    | 倉本一真           | 5分3R終了 判定3-0                      | RIZIN.29 【RIZINバンタム級JAPANグランプリ1回戦】 | 2021年6月27日  |
| ○    | 福島秀和           | 5分3R終了 判定3-0                      | DEEP ＆ PANCRASE 大阪大会                        | 2020年11月29日 |
| ○    | 春日井“寒天”たけし | 5分3R終了 判定3-0                      | PANCRASE 309                                     | 2019年10月20日 |
| ○    | TSUNE              | 3R 4:07 TKO（グラウンドパンチ）        | PANCRASE 307                                     | 2019年7月21日  |
| ×    | 金太郎             | 3R 1:54 TKO（グラウンドパンチ）        | PANCRASE 300                                     | 2018年10月21日 |
| ×    | 藤井伸樹           | 5分3R終了 判定0-3                      | PANCRASE 296                                     | 2018年5月20日  |
| ×    | 上田将勝           | 3R 4:52 腕ひしぎ十字固め               | PANCRASE 291                                     | 2017年11月12日 |
| ○    | 清水俊一           | 5分3R終了 判定2-1                      | PANCRASE 281                                     | 2016年10月2日  |
| ×    | ビクター・ヘンリー | 5分3R終了 判定0-3                      | PANCRASE 277                                     | 2016年4月24日  |
| ○    | 瀧澤謙太           | 2R 3:44 TKO（グラウンドパンチ）        | PANCRASE 275                                     | 2016年1月31日  |
| ○    | 合島大樹           | 3分3R終了 判定2-1                      | PANCRASE 271                                     | 2015年11月1日  |
| ○    | 岡田剛史           | 3R 0:43 TKO（グラウンドパンチ）        | HEAT 35                                          | 2015年5月22日  |
| ○    | じゅん             | 5分3R終了 判定3-0                      | HEAT 34                                          | 2014年12月21日 |
| ×    | 手塚基伸           | 1R 1:09 肩固め                         | HEAT 33                                          | 2014年9月7日   |
| △    | 藤原敬典           | 5分3R終了 時間切れ                     | ZST in YOKOSUKA vol.1                            | 2014年6月29日  |
| ○    | 祖根寿麻           | 5分3R終了 判定3-0                      | HEAT 31                                          | 2014年4月19日  |
| ×    | 石渡伸太郎         | 5分3R終了 判定0-2                      | PANCRASE 255                                     | 2013年12月8日  |
| ○    | 阿部剛卓           | 1R 3:11 腕ひしぎ十字固め               | ZST.38                                           | 2013年11月23日 |
| △    | 粥川健人           | 5分2R終了 判定1-0                      | マッハ祭り！                                     | 2013年9月29日  |
| ×    | ソン・ミンジョン   | 5分2R終了 判定0-3                      | ROAD FC 11                                       | 2013年4月13日  |
| ○    | 大場翔             | 2R 1:52 TKO                            | GLADIATOR 50                                     | 2013年2月17日  |
| ○    | キム・ヒョンソン   | 2R 2:12 リアネイキッドチョーク         | ROAD FC 10                                       | 2012年11月24日 |
| △    | 房野哲也           | 5分2R終了 時間切れ                     | ZST.32                                           | 2012年9月17日  |
| ×    | 清水俊一           | 3R 1:15 三角絞め                       | BATTLE GENESIS vol.9                             | 2012年1月22日  |
| ○    | 馬場高広           | 5分2R終了 判定3-0                      | ZST.29                                           | 2011年9月11日  |
| ○    | 兼平大介           | 2R 3:25 チョークスリーパー             | DEEP CAGE IMPACT 2011 in Nagoya 公武堂ファイト   | 2011年7月10日  |
| ○    | 中島崇夫           | 5分2R終了 判定2-0                      | club DEEP NAGOYA 公武堂ファイト                  | 2010年9月05日  |
| △    | 渡辺智史           | 5分2R終了 判定0-0                      | clubDEEP富山 ～野蛮人祭8～                       | 2010年5月16日  |
| ○    | 吉川圭太           | 5分2R終了 判定3-0                      | club DEEP 公武堂ファイト                         | 2010年4月11日  |
| ○    | 高橋拓也           | 1R 4:15 三角絞め                       | Soul Fight vol.4                                 | 2009年11月22日 |

### アマチュア総合格闘技
| 勝敗 | 対戦相手 | 試合結果           | 大会名                                    | 開催年月日    |
| △    | 牧野仁史 | 5分2R終了 時間切れ | ～FIGHTING NETWORK ZST～BATTLE HAZARD 05  | 2011年7月17日 |
| ○    | 鬼頭潤   | 5分2R終了 判定3-0  | DEEP CAGE IMPACT in NAGOYA 公武堂ファイト | 2010年7月11日 |